# Alfredo Amestoy
Alfredo Amestoy Eguiguren (Bilbao, 8 de abril de 1941) es un periodista, escritor, publicista, comunicador, presentador de televisión, actor y animador social español.
Sus comentarios irónicos y su tono sarcástico a la hora de comentar la realidad española, unidos a su peculiar imagen con unas gafas de pasta negras y grandes y flequillo, lo convirtieron en un referente televisivo.

## Biografía
Cursó periodismo en Madrid —15 Promoción de la Escuela Oficial— y en la Universidad de Navarra —primera promoción—, después de un bachillerato iniciado en Bilbao y proseguido en San Sebastián (Colegio de La Salle).
Sus primeras colaboraciones como periodista fueron en la prensa de Bilbao, La Gaceta del Norte y revista Gran Vía, de Antón Menchaca; con Luciano Rincón y Manuel Leguineche.
En la radio fueron en la Cadena SER, Radio Madrid, en programas dirigidos por Bobby Deglané y José Luis Pécker (Cabalgata fin de semana). Será en esta última emisora donde, más tarde, en 1963, se convierte en el redactor del primer informativo de la radio privada en España.
Ha sido redactor de la Agencia Hispania Press, con Salvador de la Reina y Rafael Flórez, donde publica secciones fijas en Pueblo —en diciembre de 1959 sus reportajes saltaron dieciséis veces a la primera página—, diario Madrid y, en Barcelona, El Noticiero Universal. Reporterismo de calle en páginas como Noches de Madrid y Noches de Barcelona, junto a Antonio Figueruelo y Eliseo Bayo.
Ha sido redactor —jefe de la Agencia SUNC— Servicio Universal de Noticias y Colaboraciones y corresponsal de Interstampa, Época y de France Dimanche.

### Televisión
En 1960 se produjeron sus primeras apariciones en televisión, con Manuel Martín Ferrand, de la mano de Victoriano Fernández Assis, en programas como Plaza de España. Programas en directo, ya que aún no existía el diferido. Reportajes con el celuloide como soporte. Experiencia que le permitiría luego la práctica de un periodismo cinematográfico en NO-DO o en el largometraje Perra vida, versión española del Mondo Cane, de Giacopetti.
Estos antecedentes en prensa, radio y cine documental, además del cultivo de casi todos los géneros periodísticos, sin excluir el suceso en El Caso; el humor, en La Codorniz; el cine en Fotogramas, o el gran reportaje en Gaceta Ilustrada, o en La Actualidad Española, o en series como España 66 en ABC en el magacín de color y con fotos de César Lucas, propiciaron un retorno a la televisión con programas informativos como Esta es la cuestión, con Luis del Olmo como locutor, o La vida (1967-1968).

### Creatividad publicitaria
Salvo un paréntesis norteamericano en 1972 dedicado a la creatividad publicitaria en Spanish Advertising, de Nueva York —donde contrae matrimonio, en el mes de noviembre, con Ana María Muñoz, realizadora de moda en televisión y NO-DO, a quien conoció en Madrid en 1966 —fallecida en Madrid el 24 de septiembre de 2015—. En Nueva York, participa también en la fundación de ABC de las Américas, con Torcuato Luca de Tena, Victor Salmador y Jesús Picatoste.

### Programas musicales.  No aparece el programa de TV  “625 líneas” dirigido y presentado junto a Jose Antonio Plaza.
Programas musicales, concursos y magazines, desde 1965 a 1975, con experiencias en géneros inéditos en televisión como el docudrama. El día de mañana, en el que una madre embarazada —lo fue la actriz Elisa Ramírez, ya que se encontraba en estado de buena esperanza— dialoga-monologa con el hijo que trae al mundo.  Una serie de "current affairs" titulado "35 millones de Espanoles" que trataba sobre hechos o asuntos cotidianos con un toque de humor. Docudrama-biografía se puede considerar también Agua pasada, un documental con Gerald Brenan que realiza por encargo de Juan Luis Cebrián, en 1974, con Franco aún vivo. A finales de la década, con Leal Soto, su realizador habitual y la colaboración de su hermano, Ignacio Amestoy, emprende la serie más ambiciosa en esta modalidad docudrama: La España de los Botejara, con música de Antón García Abril y la voz de Pablo Guerrero, que marca un hito en este género de periodismo, realizado como ficción, que podría definirse «televisión vérité».

### Documentales
Documentales puros, como habían sido antes España a toda costa, Puerta grande, Campo Pop, fueron los especiales desde los Estados Unidos como Un planeta mejor —ecología y urbanismo—, que seguía a la serie de Ordenación de territorio con Miguel Fisac, Antonio Lamela, Ricardo Bofill, Mario Gaviria y Amando de Miguel, que se llamó La solución, mañana. Sociológicos, con incursiones en la política y economía norteamericanas fueron Ciudadano americano y Citius, altius y fortius, que preceden a una etapa como editor de Telediario y programas ómnibus, como Sobre la marcha y una etapa muy apasionante con programas que corresponden a la llamada transición democrática.
Otro programa de gran repercusión fue el creado con José Antonio Plaza, Ramón Pradera y Luis Leal, 35 millones de españoles, para defender a los consumidores, controlar precios y emprender denuncias. Vivir para ver (1976-1977), con Luis Leal Soto y Ramón Pradera de realizadores, logra también audiencias importantes.

### Años 1980
En los inicios de los años ochenta vendrían programas como 300 millones, primer programa de televisión europeo transmitido vía satélite para ser visto en todo el continente americano. La verdad de…, y Visto y no visto, fueron los últimos programas en TVE, antes de colaborar como director de programas y presentador circunstancial en la etapa fundacional de la cadena Telecinco, con Valerio Lazarov. Allí, Amestoy, dirige varios programas: dos de gastronomía, Entre platos anda el juego y Comer es un placer, con Luis Cepeda, y donde por vez primera se presenta al cocinero revelación mundial, Ferran Adrià. Adrià cocina personalmente en televisión y elabora platos durante una semana.
En Telecinco, Amestoy escribe e interpreta una serie cómica, A salto de cama. No era la primera ocasión en que se aproximaba al teatro como comediógrafo. Su experiencia teatral que alcanza a media docena de títulos, había comenzado con éxito en 1976, con la obra El partido, que alcanzó más de doscientas representaciones. En el mundo del disco la incursión fue con La mala y la buena vida, parlamento de humor. Disco que se enterró, con el periódico del día y las monedas de entonces, en el parque del Retiro de Madrid, en el hoyo donde después se plantaría un cedro del Himalaya que hoy mide más de doce metros; el árbol más alto del paseo de Romero de Torres.
En los años 1980 mantiene colaboraciones semanales en la revista Interviú, del Grupo Zeta, que le encomienda la dirección de una de las publicaciones con más presupuesto en aquellos años: Panorama. No interrumpe Amestoy su actividad en Norteamérica. Sobre todo, en Miami. Allí, para SIN, realiza programas especiales con motivo de sucesos históricos destacados en aquella ciudad y una serie titulada Mi amo…, donde el perro «habla» de su dueño. En la serie intervienen personajes tan distintos como Andrés Segovia o Julio Iglesias.
Un largo viaje por España genera un libro de gastronomía La cocina de Paradores. Pero la vida y las inquietudes ecologistas que le condujeron a instalar en 1976 la segunda planta de energía solar en España, le han llevado a la agricultura. Uno de los pioneros en el cultivo del aguacate en nuestro país, ensayó distintas variedades en Motril (Granada), y puso en marcha también la primera «vinoteca» que funcionó en España para promoción de los vinos de todas las denominaciones de origen. En esta inquietud por la innovación, en los años setenta creó el primer “Video Club”, que – gracias al video permitía el visionado público en Madrid de las programaciones de televisiones de todo el mundo.

### Década de 2000
Últimamente ha realizado colaboraciones de prensa y guiones para documentales y especiales de Televisión.
En 2005 fue nombrado presidente de la Asociación Cultural de Utilidad Pública, Amigos de la Gran Vía, de Madrid. Gran Vía —en Bilbao— fue su primera publicación; en Madrid siempre trabajó en las inmediaciones de esta calle y ahora reside en ella. En esta Asociación, que ha promovido la celebración del centenario de la Gran Vía, que comenzó sus obras en 1910, Amestoy sustituye a su fundador, don Pedro Rodríguez Ponga, síndico de la Bolsa de Madrid tantos años y que creó esta asociación para velar por el presente y el futuro de la arteria más emblemática y cosmopolita de la capital de España.

## Programas televisivos

### EnTelevisión española
- Plaza de España (1962-1963).
- Quién, qué, cómo, dónde y cuándo (1964).
- Tele-Club: No estamos solos (1968-1969).
- La Vida (1967).
- Nosotros (1968).
- La solución... mañana (1970).
- Puerta grande (1970).
- En equipo (1970-1971).
- 35 millones de españoles (1974-1975).
- Vivir para ver (1975-1978).
- Mi no comprender (1977).
- La España de los Botejara (1978).
- La verdad de... (1979).
- Mañana será otra década (1980)
- 300 millones (1979-1981).
- Visto y no visto (1982).

### EnAntena 3
- Un país de locos (1990).

### EnTelecinco
- A salto de cama (1992).
- Entre platos anda el juego (1990-1993).
- Misterios sin resolver (1993).
- Comer es un placer (1994).

## Libros
- En el cielo no hay Chanel.[3]
- El partido
- Perritos calientes
- El reportero
- Últimas voluntades

## Premios
- Premio Ondas junto a José Antonio Plaza, por 35 millones de españoles (1985)
- Antena de Oro 1969 y en 1995